# Lichenostomus
Lichenostomus es un género de aves paseriformes perteneciente a la familia Meliphagidae, propias de Australia.
El género anteriormente contenía veinte especies, pero se escindió después de un análisis filogenético publicado en 2011 demostrara que el género era polifilético. Los antiguos miembros fueron trasladados y repartidos por seis nuevos géneros: Nesoptilotis, Bolemoreus, Caligavis, Stomiopera, Gavicalis y Ptilotula.
El nombre Lichenostomus fue acuñado por el ornitólogo alemán Jean Cabanis en 1851. La palabra es la combinación de los términos griegos leikhēn que significa «liquen» o «calloso» y stoma que significa «boca».

## Especies
En la actualidad el género contiene solo dos especies:
- Lichenostomus melanops - mielero orejigualdo;
- Lichenostomus cratitius - mielero de boqueras.

Los antiguos miembros del género eran:
- Lichenostomus chrysops
- Lichenostomus fasciogularis
- Lichenostomus flavescens
- Lichenostomus flavicollis
- Lichenostomus flavus
- Lichenostomus frenatus
- Lichenostomus fuscus
- Lichenostomus hindwoodi
- Lichenostomus keartlandi
- Lichenostomus leucotis
- Lichenostomus obscurus
- Lichenostomus ornatus
- Lichenostomus penicillatus
- Lichenostomus plumulus
- Lichenostomus reticulatus
- Lichenostomus subfrenatus
- Lichenostomus unicolor
- Lichenostomus versicolor
- Lichenostomus virescens